# Cirsonella propelaxa
Cirsonella propelaxa är en snäckart som beskrevs av Dell 1956. Cirsonella propelaxa ingår i släktet Cirsonella och familjen Skeneidae. Inga underarter finns listade i Catalogue of Life.